# 성내로 (고성군)
성내로(Seongnae-ro)는 경상남도 고성군 고성읍 교사회전교차로 에서 고성군 고성읍를 잇는 경상남도의 도로이다.

## 주요 경유지
경상남도
- 고성군 (고성읍)

## 노선
| 이름            | 접속 노선                  | 소재지 | 소재지 | 비고                  |
| --------------- | -------------------------- | ------ | ------ | --------------------- |
| 교사회전 교차로 | 송학고분로 교사5길         | 고성군 | 고성읍 |                       |
| 서의회전 교차로 | 남포로                     | 고성군 | 고성읍 |                       |
| (이름없음)      | 중앙로15번길 성내로124번길 | 고성군 | 고성읍 | 지방도 제1009호선구간 |
| (이름없음)      | 동외로                     | 고성군 | 고성읍 | 지방도 제1009호선구간 |

## 주요 시설및 건물
- 농협 고성축협 하나로마트 (성내로 47/교사리 16-2)
- 농협 고성축산농협 고성지점 (성내로 47/교사리 16-2)
- 고성초등학교 (성내로 85/서외리 90)
- 농협 고성군지부 (성내로 125/성내리 196-5)
- 고성군청 (성내로 130/성내리 198)
- 농협 고성군청출장소 (성내로 130/성내리 198)
- 수협 경남고성군 수협 성내지점 (성내로 134/성내리 46-2)
- 새마을금고 고성새마을금고 성내기독교지점 (성내로 139/성내리 54-20)
- 농협 고성농협 성내지점 (성내로 143/성내리 35-6)
- CU 고성명성점 (성내로 152/동외리 332-6)
- 한국전력공사 고성지사 (성내로 162/동외리 334-2)
- GS25 고성다이노스점 (성내로 163/동외리 313-3)